# 山田花子 (漫画家)
山田 花子（やまだ はなこ、1967年6月10日 - 1992年5月24日）は、日本の漫画家。本名、高市 由美（たかいち ゆみ）。旧筆名は裏町かもめ、山田ゆうこ。

## 概要
自身のいじめ体験を基に、人間関係における抑圧、差別意識、疎外感をテーマにしたギャグ漫画を描いて、世の中の矛盾を問い続けた。中学2年生の時から患っていた人間不信が悪化、1992年3月には精神分裂病（現：統合失調症）と診断される。2ヵ月半の入院生活を経て同年5月23日に退院。翌24日夕刻、団地11階から投身自殺。24歳没。
著作に『神の悪フザケ』『嘆きの天使』『花咲ける孤独』『魂のアソコ』『からっぽの世界』『自殺直前日記』がある。
実妹は漫画編集者の高市真紀。

## 生涯

### 誕生から中学進学まで（1967年6月 - 1980年3月）

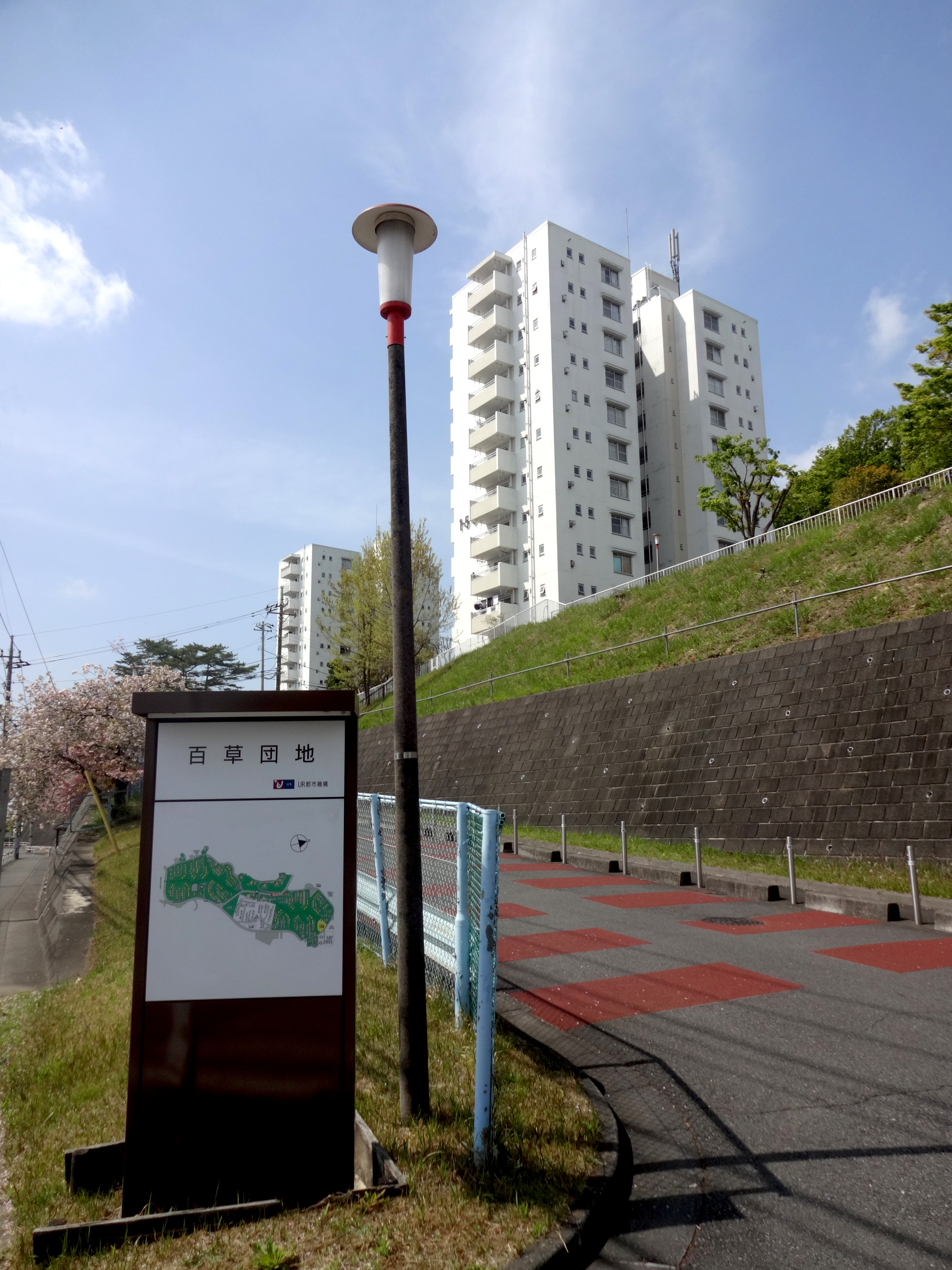
百草団地

1967年6月、東京都千代田区三楽病院でトロツキストの著述家高市俊皓の長女として生まれる。よく眠る大人しい赤ん坊であったという。
3歳の時に世田谷区経堂から南多摩郡多摩町（現・多摩市）和田の百草団地に転居し21歳まで過ごす。内気な子供で友達と遊ぶよりも独りで空想したり、絵を描いたり図鑑や絵本を読むことを好んだ。絵本は特に、ひとりぼっちのおおかみの子供が仲間を探して歩くが何処にも入れず、「やっぱりおれはおおかみだから、おおかみとして生きていくさ」というストーリーの『やっぱりおおかみ』（佐々木マキ著/福音館書店）がお気に入りで、表紙がボロボロになるほど繰り返し読んでいた。また自分でも画用紙を束ねホチキスで綴じ、子リスを主人公にした絵本を何作も創っていた。1974年4月、多摩市立竜ヶ峰小学校入学。小学生時代は父親の影響で、赤塚不二夫、楳図かずお、小林よしのり、里中満智子、新田たつお、ジョージ秋山、藤子不二雄、日野日出志、水木しげるらの漫画に熱中した。それらの漫画本に貸出カードを作り、「マンガ図書館」と称して友人に貸し出していた。低学年時に好んだ遊びは、友人や妹の真紀と楽器の演奏や自作の劇や歌をカセットテープに録音する。また、動物好きでペットをたくさん飼っていた（その様子は著作内でも見ることが出来る）。

### 中学生時代（1980年4月 - 1983年3月）
1980年4月、多摩市立和田中学校入学。中学2年生の時、いじめが原因でリストカットを繰り返し、やがてガス自殺を図る。意識を失って倒れているところを家族に発見され、救急車で運ばれて一命を取り留める。以降は人間不信になる。いじめは高校時代も続き、「山田花子」としての処女作『神の悪フザケ』のメイン・テーマとなった（もう一つの主要なテーマは、自身の恋愛経験から感じ取った、「恋愛とは強い者が弱い者を捕獲して、欲望の対象にするもの」である）。

### 裏町かもめ時代（1982年 - 1984年）
1982年3月、『なかよし』（講談社）の「なかよしまんがスクール」に『となりの花子さん』を山田ゆうこ名義で投稿、編集部から好評を得るも入選は果たせなかった。引き続き『私の中学校生活物語』『新･中学生日記』『花子先生』 などのギャグ作品を投稿するが、いずれも入選を逃す。中学3年生の秋に、投稿7作目となる『明るい仲間』（裏町かもめ名義）が講談社「なかよしギャグまんが大賞」佳作に入選。本作は『なかよしデラックス』1983年1月号に掲載され、15歳で漫画家デビューを果たす。
デビューと同時期に立川女子高等学校に進学するも、学校生活に馴染めず不登校になる。一方で『なかよしデラックス』1983年4月号に『大山家のお子様方』を掲載、同誌83年5月号からは『人間シンボーだ』の連載を開始する。このころの漫画は、「いしいひさいち調」のギャグ漫画であったが、基本的に暗くひねくれた作風であり、編集部は読者投稿コーナー“なかよし「かもめのネクラ大賞」係”を設置、毎回誌面には「ネクラ大賞」に選ばれた読者による恨み節が掲載されていた。連載はギャグ路線を維持するも、シュールでブラックな内容が多くなり、84年6月号を以て連載終了。その後は『なかよし』に作品を発表する事は無く「山田花子」として再デビューするまで商業誌での新作は途絶えることになる。
1984年ごろ、佐々木マキの漫画を読むため、『ガロ』のバックナンバーを購入したことを契機に、蛭子能収、丸尾末広、花輪和一、鴨沢祐仁、鈴木翁二、山野一、つげ義春、石川次郎、みぎわパンなど、青林堂発行の単行本を収集し始める。特に、根本敬の漫画に傾倒した。根本が主宰していた「幻の名盤解放同盟」のイベントにもしばしば参加した。また、自分で購入できない根本の作品が載っているエロ本は、父親に依頼して購入してもらうほどにのめりこんでいた。根本に「根本敬大先生様」と書いて送ったファンレターがきっかけで、青林堂の山ノ井靖を紹介され、『ガロ』に投稿を始める。

### 山田ゆうこ時代（1984年 - 1987年）
1984年2月にペンネームを山田ゆうこに改名すると同時に高校を1年時で中退。1984年4月に通信制高校の学校法人日本放送協会学園へ2年時で編入学して、同時に長谷川集平の絵本学校に通うが、後に通信制高校を中退。また、高杉弾（伝説的自販機本『Jam』『HEAVEN』初代編集長）の著書『メディアになりたい』（JICC出版局）を読んだことから編集にも興味を持ち、編集デザインの勉強をするため大検を取得し、1986年4月に日本デザイン専門学校グラフィックデザイン科に入学する。引き続き『ガロ』に投稿を続けるが入選できずに落胆し、『週刊ヤングマガジン』に投稿を始める。
このころより、江戸川乱歩、太宰治、筒井康隆、夢野久作、新美南吉、稲垣足穂、フランツ・カフカ、アルベール・カミュなどの小説を愛読。桑田二郎の『魂の目』（けいせい出版）を読んでからは般若心経に傾倒した。また、インディーズの音楽にも興味を持ち、筋肉少女帯、空手バカボン、電気グルーヴ、人間椅子、死ね死ね団、人生、有頂天、たま、木魚、マサ子さん、劇団健康、ケラ、ハルメンズ、あぶらだこ、ヒカシューなど、ナゴムレコードの音楽に傾倒、特に大槻ケンヂの影響を受けた。筋肉少女帯や空手バカボンの楽曲を作品タイトルに採用したり、自身の代表作である『神の悪フザケ』の主人公に「大槻たまみ」という名付けるなど、大槻のファンであったことが作中からも窺える。他にも、戸川純、あがた森魚、原マスミ、Phew、泯比沙子、町田町蔵、遠藤ミチロウ、ジョン・ウォーターズの影響を受けた。
自らもバンドを始めようと叔父からギターを習うが、指が細くて弦が押さえられずにギターを諦めてキーボードに転向。音楽雑誌でバンドのメンバーを募る。のちに、デモテープを自主制作レーベルの「楽しい音楽」に送り、主宰の加藤良一から連絡を受ける。レコードデビューは実現しなかったが、一度だけ加藤の事務所に妹の真紀と共に訪れ、「学校にもどこにも仲良しの友達がいなくて、妹の真紀だけが自分にとってのかけがえのない親友」であることなどを加藤に打ち明ける。のちに加藤は山田の印象を、「明るくて暗いとっても感受性豊かな女の子だった」と述べている。その後は、音楽バンド「グラジオラス」を真紀と結成し、1986年から山田花子名義でライブハウスに数回出演する。
1987年7月に個人誌『グラジオラス』を発行。また、同人誌『天国』を絵本学校の友人2人と制作する（山田は4編の漫画を寄稿）。

### 山田花子として再デビュー（1987年 - 1991年）
1987年8月、『週刊ヤングマガジン』の月間新人漫画賞で『人でなし』が奨励賞に入選。同年10月に、山田花子としてのデビュー作『神の悪フザケ』を発表し、ちばてつや賞に佳作入選する。選評に「好き嫌いはともかく一度読むと強く印象に残る作品。けっして美しいとは言えない女の子が主人公の暗いムードが漂うこの短編は、はたして作者の悪意なのかやさしさなのか? 今後の展開が楽しみ」とある。
1988年1月から翌89年2月まで『週刊ヤングマガジン』で『神の悪フザケ』を連載。一部に熱狂的なファンを生んだ一方で、読者アンケートでワースト1位となった。連載終了後もコラム『山田花子のバッチリ行こうぜ!!』を1991年まで連載する。また、『漫画スカット』（みのり書房）で1988年8月号から1990年6月号まで『至福を肥やせ!子供たち』を連載、『リイドコミック』『パチンカーワールド』『ヤングチャンピオン』などでも連載を持つ。
1989年3月、日本デザイン専門学校を卒業。東中野のアパートを契約して独立する。同年5月には初の単行本となる『神の悪フザケ』が講談社より刊行される。当時青林堂でアルバイトをしていた妹の真紀が、青林堂の長井勝一に単行本を紹介したことがきっかけとなり、憧れの雑誌であった『ガロ』で1989年8月号から1992年2･3月合併号まで毎月作品を発表する。また、『ガロ』を通じて漫画家の友沢ミミヨやみぎわパンと交流を持っていた。
1990年8月、青林堂より2冊目の単行本『嘆きの天使』が刊行される。このころ、劇団健康を主宰するケラリーノ・サンドロヴィッチから漫画家3名の原作によるオムニバス戯曲「愛と死」 の脚本依頼を受け歓喜する。上演後、演劇専門誌『演劇ぶっく』1991年4月号の特集記事中で、主宰のケラリーノ・サンドロヴィッチは「リアルさと冷たさがいい」と評価した。同年には石丸元章のラジオ番組『未来派ラジオ 電波デリック』（CBCラジオ）に出演し、自作の漫画を朗読する。また、当時よみうりテレビで生放送のバラエティ番組『ざまぁKANKAN!』にて同名のコーナーが設けられ、いじめなどに苦しむ中高生から届いた手紙をスタジオで読み上げるなど、いじめ問題を視聴者とともに考える取り組みが見られた。
1991年、竹中直人監督の『無能の人』や、テレビ神奈川の『ファンキートマト'91』内の根本敬によるレギュラーコーナー「世紀末特殊漫画教室」に出演。バラエティ番組『天才・たけしの元気が出るテレビ!!』（日本テレビ）にも「全く笑わない女性」として出演したことがある。メディア露出が増える一方で無気力になり、秋ごろは青林堂に原稿を持って来た際に、同社に勤める妹の真紀に「漫画を描く気力がない」と漏らす。また、頻繁にメモをつける、話の途中に突然立ち去るなど、奇行が目立つようになる。7月の日記には「友人も恋人も親も兄弟もいらない。天涯孤独でいい」とある。

### 晩年（1992年）

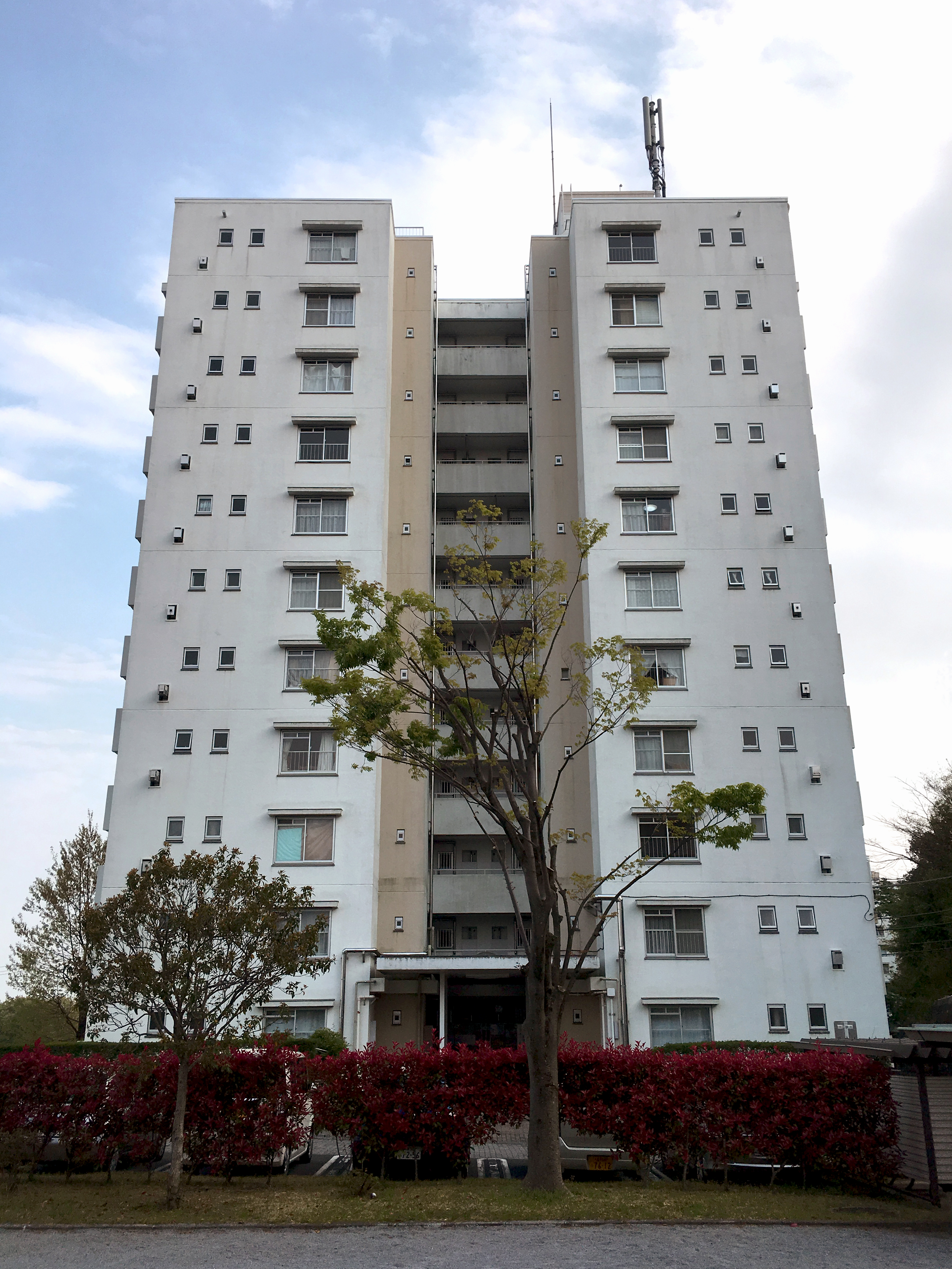
没地となった住宅・都市整備公団（現・都市再生機構）百草団地

1991年6月の日記に「漫画は自由に描けるエロ本やガロに描く。生計はバイトで立てる。」とあるように、10以上の面接で落とされた結果、91年7月ごろから飯田橋の喫茶店「白百合」で漫画家であることを隠してアルバイトをしていたが、注文を覚えられないなどの理由から解雇された。
解雇通告後の1992年2月25日、長かった髪を自分でバッサリ切り、何日も着替えていない服のまま、アルバイト先の最寄駅である飯田橋駅付近で、放心状態で長時間佇んでいるところを麹町警察署に保護された。連絡を受けた妹の真紀が迎えに行きアパートに連れて帰るが、山田に異常を感じて実家に連絡。その日のうちに両親が実家に連れて帰るが、翌日には東中野のアパートに出戻り、解雇された飯田橋の喫茶店で「何とかもう一度雇ってほしい」と懇願し、タイムカードを押して働こうとするが制止される。それでも店を離れようとしなかった。
2月28日夕刻、麹町警察署より高市宅に再度連絡が入る。署によると、解雇通告後も従業員待合室に居座っているので、すぐ引き取りに来てほしいとのことであった。両親が「白百合」に着いた時は、マスクをして厚手のコートを着た山田が一番奥の客席に小さくなって座っており、か細い声で父に「みんなが私をいじめるの」と漏らす。父は山田が着用していたマスクについて「より目になって口が突き出る精神分裂病の症状“犬顔”を隠すためではないか」と述べている。
両親は山田を実家に連れて帰るが、翌29日朝、台所で尿失禁した上に、シャワーを浴びた後に屋内を裸で走り回るなど錯乱状態になり、救急病院で応急処置を受ける。この時に小学校の教師である母親の書棚から、いじめや登校拒否に関する本を取り出して床に投げ出しながら「お前はこうゆう本を読んで子供をいじめているんだろ。こうゆう本が児童をダメにしてるんじゃ。お前には主体性がないのか。自分の考えというものがないのか。お前が一番いじめをやっている」と激しくなじる。4月18日付の日記には「キチガイになったフリすれば、追い出されてアパートに帰れると思った。でも、そのことはもう私にはどーでもいいことだった。そんな風に考えたってことは、私がキチガイになったってことだから」とある。
しかし、錯乱した山田は、むしろ子供のような笑顔を父親に対して見せていたという。また、入院前後は「より目」の状態になっており、少女時代の特技でもあったことから、父親は後に「あの時由美は、無邪気で天真爛漫だった子供のころに帰って、陽気にはしゃいでいたようにも思える。しかし、むろんその時はそんな余裕は全くなかった」と回想している。
3月3日、3時間余りかけて『魂のアソコ』を制作。作品は「夢と希望は子供を惑わすハメルンの笛吹き いつも裏切られてもういやッ! でも歩いて行けば幸福がつかまるかも 私って何て甘いんだろう」と結ばれている。
翌3月4日、精神分裂病の診断により、多摩市の桜ヶ丘記念病院に入院。入院中は徐々に回復の兆しを見せ、漫画が描けるほどに回復する。3月27日付の日記には「漫画家・山田花子はセミの抜け殻。詩人・鈴木ハルヨとして再出発する」とある。3月30日には、妹の真紀と共同で『アーメンソーメン冷ソーメン』を鈴木ハルヨの名義で制作する。入院中に制作した遺作『4つ葉のクローバー』は奇しくもデビュー作『忘れもの』と同じテーマを扱っていた。
5月3日付の日記には「退院したらバイト見つけて独立する。合間ぬってマンガ制作する」との記述がある。しかし、退院前日の5月22日付の日記に「召されたい理由」と題したメモを書き遺す。数年間にわたって書き続けてきたノート20冊分におよぶ日記の本文、この日をもって終わっている。

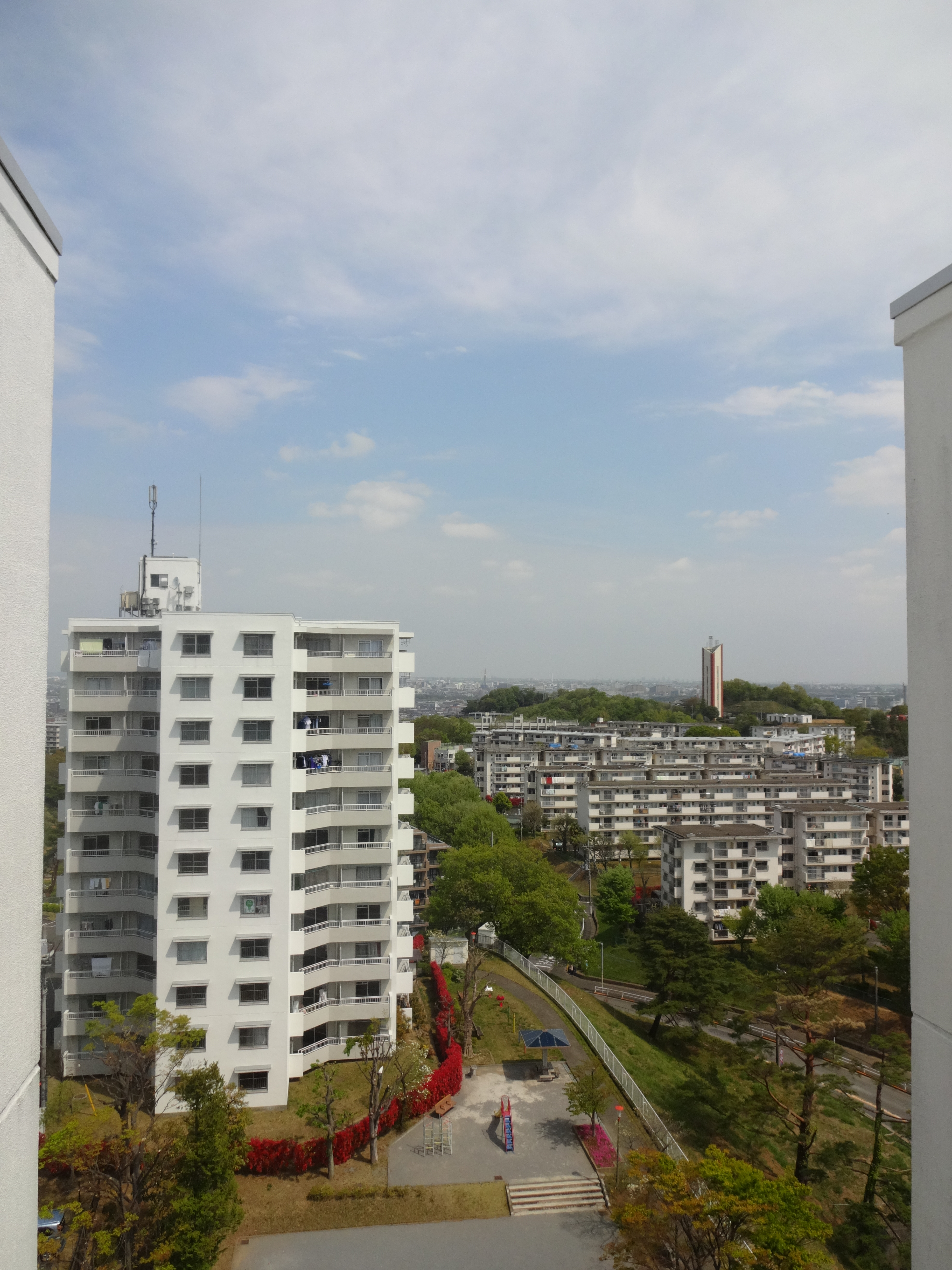
•落ちる前の最後シーン景色•(百草団地1-5-3棟11階)

1992年5月23日、桜ヶ丘記念病院を退院。翌24日夕刻、日野市百草の百草団地11階から投身自殺。24歳没。山田の死を報じる新聞記事には「多摩市内の無職A子さん」とだけ記されていた。墓所は第二南多摩霊園。

### 没後
死後は『ガロ』1992年8月号にて緊急追悼特集が組まれた。根本敬を筆頭に、蛭子能収、内田春菊、花輪和一、丸尾末広、井口真吾、安彦麻理絵、みぎわパン、友沢ミミヨ、原マスミ、大宮イチ、赤田祐一、ケラ、マディ上原、ジーコ内山、石川次郎、湯村輝彦、竹中直人、高市俊皓、高市裕子、手塚能理子らが追悼の言葉を寄せ、漫画界以外でも死を悼んだ筋肉少女帯の大槻ケンヂ、電気グルーヴの石野卓球、たまの知久寿焼と石川浩司、チェッカーズの武内享など、山田が傾倒していた数多くのミュージシャンが追悼文を寄稿した。
山田が敬意を抱いていたと言われる“特殊漫画家”の根本敬は、『ガロ』1992年10月号の特集「特殊漫画博覧会」にて恐山へ出向きイタコの口寄せを行った。降霊した山田は「私は仕事のことだけが原因であんなことをしたんです。立派なお葬式もあげてもらって…誰も恨んではないからね。わかったでしょ」と話す。この様子は青林堂から発売されていたビデオ『因果境界線』にも収録されている。
親交があった俳優で演出家のジーコ内山は、1992年に追悼芝居『魂のアソコ』（主演：サブリナ・ブルネイ）を上演。2002年には、山田の漫画を原作にした同名の自主映画『魂のアソコ』を構想10年の歳月をかけて製作している。この映画には芸人の鳥肌実と前衛芸術家の立島夕子が主演で参加しており、全国70箇所以上で上映された。
1993年刊行の『完全自殺マニュアル』（鶴見済著/太田出版）の「投身自殺」の項目では、晩年から自死に至るまでが取り上げられている。生前はメモ魔であったとされ、遺した日記やメモの多くは没後刊行された『自殺直前日記』（太田出版）および作品集『魂のアソコ』（青林工藝舎）にまとめられており、どのような葛藤の末に飛び降り自殺をするに至ったかを知ることができる。中でも1996年刊行の『自殺直前日記』はベストセラーとなり、各方面から大きな反響を呼ぶなど、漫画家・山田花子の名前が広く知られるきっかけとなった。本書は山田の父による編集の私家版『山田花子日記』を、太田出版が再編集したもので、1998年には同社より『自殺直前日記 完全版』として再刊行され、2014年には鉄人社より復元版となる『自殺直前日記 改』が、赤田祐一の責任編集で再出版された。

## 作品の特色
スター・システムを採用しており、「大槻たまみ」「河合桃子」「中村ヒヨ子」「山本ヨーコ」「栗山マサエ」「八木マサヒコ」といった定番のキャラクターが登場する。『なかよし』時代の作品は、友達がいない者の人付き合いや、人と話したりする時の悩みや苦しみなど不器用な人生を送っている者たちを滑稽に描いた不条理4コマ漫画がほとんどで、「日記まんが」と称したこれらの作品群は、漫画家養成専門学校の講師から「ヤマもなければオチもない」と評価されていた。なお、この時代の作品は、かつて青林堂から限定販売された作品集『魂のアソコ』に収録されている。
『なかよし』時代は丸っこい古典的ギャグ漫画調の画風であったが、『神の悪フザケ』などでは荒々しくギクシャクした線に変化しており、作品の内容もより深く人間の業や闇を掘り返す方向に進んだ。
根本敬は「山田花子は実は絵が非常に上手く、どんな絵でも描ける」と評価している。しかし、表面的な絵柄の猥雑さやストーリー展開の不条理さなどから、作品の真価を理解できない者も多かったと見られ、漫画家として順風満帆であったとは言い難い部分もある。山田が一貫して描き続けた共通のテーマは、人間のエゴイズムと不器用な人間が抱えている闇や苦しみであった。

## エピソード
- 10万円の布団を買わされたことがある[18]。
- 藤子不二雄作品は『魔太郎がくる!』を愛読していた。
- 白夜書房のパーティーで巧みな一人コントを演じたことがある。
- イベントなど人前に出るときにはベレー帽にセーラー服の恰好で登場することが多かった。
- 幻の名盤解放同盟が発掘した『男女物語』という歌謡曲を好んで聴いていた。
- 大変な遅筆で2ページの漫画を描くのに36時間もかかったことがあるという。作品も1-4ページや8ページほどの短編がほとんどで、生涯を通じて一般的なストーリー漫画を描くことはなかった。
- 尊敬していた根本敬の漫画には、気弱で善良ないじめられ役の「村田藤吉」と、いつも独善的に振る舞い村田一家を苦しめる「吉田佐吉」という2人の主人公が毎回登場する。父の高市俊皓は大泉実成のインタビューで「どうも由美（山田）は藤吉は自分であると同時に、根本さんも藤吉である、と思い込んでたフシがあるんですよ」と答えており[19]、また、父は『自殺直前日記』の後書でも「山田花子の内面では『私＝村田藤吉＝根本敬』であったに違いない。しかし、実際には、根本氏の観察の対象が常に他者だったのに対して、山田花子の観察の対象は専ら自分自身だった」と作劇上における根本と山田の決定的な違いについて指摘している。これに関して山田の友人で漫画家の友沢ミミヨは「根本さんが上から見ていた『佐吉―藤吉』関係を、彼女の場合は自らマンガにはまっていって『藤吉』になり切ることで、身動きがとれなくなったのでは」と推察している[20]。
- 日記には、自身の徹底した悲観主義を「破滅型自虐ナルシズム」と名付けて他人事のように客観視して扱うことで「生きることへの絶望」を乗り越えようとしていた記述がある。一方で、根本敬は山田の自殺について「実は山田花子は、絶望、絶望、絶望に次ぐ絶望、更に幾つかの絶望を越えた果てに、燦然と輝く桃源郷がある事を予見していた節もあるのだが、生きながらえたままそこに辿り着くには、気力、体力共、余りにしんどかったわけだ」と語っている[7]。
- 山田がデビューした当時は､漫画家の弘兼憲史と対談をすることがあった。その時のエピソードを『ハロー張りネズミ 24―&ハリネズミ交遊録』 (ヤングマガジンコミックス)1996年出版165頁のパート14「ハロー悪ふざけ山田花子」と『からっぽの世界』(青林工藝舎)1998年出版131頁の「対談」にそれぞれの視点で漫画化している。
- 自殺直前まで入院していた病院で外泊許可の出た帰り道、童謡の『春の小川』をよく口ずさんだという。入院中制作された作品『アーメンソーメン冷ソーメン』にも『春の小川』の歌詞が全文転載されている。これについて青林工藝舎社長の手塚能理子は「特殊漫画家といわれながらも、山田花子がこの世で自分以外に愛したものは、植物や小動物、童謡や童話だった。この両方の世界を固く結び付けていたのは、まさに山田の誰にも負けないくらいに天晴れな業の深さである」と単行本『神の悪フザケ』の解説で述べている[21]。
- 自殺の前日に、マンダラを1時間ほど見つめていたという[20]。

## 刊行本
- 神の悪フザケ
  - 『神の悪フザケ』（講談社 1989年5月）ISBN 4061765566
  - 『神の悪フザケ（改訂版）』（青林堂 1995年11月）ISBN 4792602610
  - 『定本 神の悪フザケ』（青林工藝舎 2000年5月）ISBN 488379055X
- 嘆きの天使
  - 『嘆きの天使』（青林堂 1990年8月）ISBN 4792602009
  - 『嘆きの天使』（青林工藝舎 1999年11月）ISBN 4883790452
- 花咲ける孤独
  - 『花咲ける孤独』（青林堂 1993年1月）ISBN 4792602270
  - 『改訂版 花咲ける孤独』（青林工藝舎 2000年9月）ISBN 4883790576
- 魂のアソコ
  - 『魂のアソコ』（青林堂 1996年7月）[注 7]
  - 『改訂版 魂のアソコ』（青林工藝舎 2009年7月）ISBN 4883792935
- からっぽの世界
  - 『からっぽの世界』（青林工藝舎 1998年1月）ISBN 4883790010
- 自殺直前日記
  - 『自殺直前日記』（太田出版 1996年6月）ISBN 4872332814
  - 『自殺直前日記 完全版』（太田出版 1998年10月）ISBN 4872334191
  - 『自殺直前日記 改』（鉄人社 2014年2月）ISBN 4904676998

## 作品リスト

### 漫画作品
1982年（昭和57年）
- となりの花子さん（未発表）
- 私の中学校生活物語（未発表）
- 絵日記（未発表）
- 新･中学生日記（未発表）
- 花子先生（未発表）

1983年（昭和58年）
- 明るい仲間（講談社『なかよしデラックス』1月号掲載）※入選作
- 大山家のお子様方（講談社『なかよしデラックス』4月号掲載）※デビュー作
- 人間シンボーだ（講談社『なかよしデラックス』83年5月号 - 84年6月号連載）※83年6月号を除く

1984年 - 1986年（昭和59年 - 昭和61年）
- タケシくんはえらい!（雑誌未発表）
- 山田ゆうこのスクスク高校生-電車通学の巻-（雑誌未発表）
- 情けない少女（雑誌未発表）

1987年（昭和62年）
- ごんぎつね（雑誌未発表）
- 人でなし（講談社『週刊ヤングマガジン』月間新人漫画賞奨励賞入選作品）
- 下校時刻（未発表）
- 神の悪フザケ（ちばてつや賞佳作入選作品）
- 天国（同人誌）
- グラジオラス（個人誌）

1988年（昭和63年）
- 神の悪フザケ（講談社『週刊ヤングマガジン』88年1月4日号 - 90年2月6日号連載）※山田花子名義のデビュー作
- 至福を肥やせ!子供たち（みのり書房『漫画スカット』88年8月号 - 90年6月号連載）※各単行本に抜粋して収録
- つくし（青林堂『月刊漫画ガロ』93年7月号掲載）※88年6月制作
- 会話（みのり書房『漫画スカット』掲載）
- 続・会話（みのり書房『漫画スカット』掲載）

1989年（昭和64年／平成元年）
- まじめな少女と不良少年（講談社『週刊ヤングマガジン』掲載年月日不明）※89年3月制作
- 夢見る女の子日記（清出版『ピンクハウス』5月号 - 7月号連載）※5月号掲載分単行本未収録
- ある愛のかたち（講談社『週刊ヤングマガジン』掲載年月日不明）※89年7月制作
- 逆恨み（講談社『週刊ヤングマガジン』掲載年月日不明）※89年7月制作
- 修羅の図鑑（講談社『週刊ヤングマガジン』5月8･15日合併号 - 8月14日号連載）
- 男心（青林堂『月刊漫画ガロ』8月号掲載）※『ガロ』入選作品
- 待ち合わせ（青林堂『月刊漫画ガロ』9月号掲載）
- 対人の基本（青林堂『月刊漫画ガロ』9月号掲載）
- 乙女のワルツ（青林堂『月刊漫画ガロ』10月号掲載）
- トモダチ（青林堂『月刊漫画ガロ』11月号掲載）※単行本未収録
- いちょうの実（青林堂『月刊漫画ガロ』12月号掲載）
- 花子の女子高生日記（『ピンクハウス』89年9月号 - 92年3月号連載）※91年2月号を除く
- ゴキブリと少女（飛鳥新社『ポップティーン』11月号掲載）※単行本未収録
- 桃色ルンバ（竹書房『シンバット』89年12月号 - 翌90年5月号連載）※90年1月号掲載分以外単行本未収録

1990年（平成2年）
- OLヒットパレード-にちようびの巻（青林堂『月刊漫画ガロ』93年7月号掲載）
- OLヒットパレード-地下世界のヒロインの巻（青林堂『月刊漫画ガロ』93年7月号掲載）
- MYWAY（単行本『嘆きの天使』描き下ろし）
- パンクスに対する若き日の幻想（飛鳥新社『ポップティーン』1月号掲載）
- 俗物天使（竹書房『シンバット』2月号 - 4月号連載）
- チュウリップ幻術（白夜書房『パチンカーワールド』90年2月号 - 91年10月号連載）※一部単行本未収録
- 修羅の図鑑（地上編）（青林堂『月刊漫画ガロ』1月号掲載）
- 絵物語・桃子の初恋（青林堂『月刊漫画ガロ』2･3月号掲載）
- イオナ、私は美しい（青林堂『月刊漫画ガロ』4月号掲載）
- 卒業式—信じるものは救われない—（青林堂『月刊漫画ガロ』5月号掲載）
- ジョン&ミーコ（竹書房『シンバット』5月号掲載）
- マリアの肛門（リイド社『リイドコミック』90年5月28日号 - 91年11月25日号連載）
- みんな燃えてしまえ（青林堂『月刊漫画ガロ』6月号掲載）
- ラブレター（雑誌未発表）
- 子リスの兄妹（7月制作 雑誌未発表）
- 構想4年「マサエの発狂」改メ オタンチン（青林堂『月刊漫画ガロ』7月号掲載）
- オタンチン・シリーズ バチあたり（青林堂『月刊漫画ガロ』8月号掲載）
- オタンチン・シリーズ 問題児（青林堂『月刊漫画ガロ』9月号掲載）
- おたんちんシリーズ ナチュラル・キッド（青林堂『月刊漫画ガロ』10月号掲載）
- オタンチン・シリーズ バカの時代（増刊号）（青林堂『月刊漫画ガロ』11月号掲載）
- オタンチン・シリーズ（最終回）馬鹿は死んでも治らない（青林堂『月刊漫画ガロ』12月号掲載）
- 天上天下唯我独尊 その1 神様の言う通り（雑誌未発表）
- 天上天下唯我独尊 その2 世界はウソつき（青林堂『月刊漫画ガロ』92年8月号掲載）

1991年（平成3年）
- こども天国・ピーナッツ（青林堂『月刊漫画ガロ』1月号掲載）
- 給食（青林堂『月刊漫画ガロ』2･3月号掲載）
- 社会の窓シリーズ 入学式（青林堂『月刊漫画ガロ』4月号掲載）
- 社会の窓シリーズ 日直同士の会話（青林堂『月刊漫画ガロ』5月号掲載）
- いとしのヒヨコ（ミニコミ「chot」vol.2）
- 社会の窓シリーズ にちようび（青林堂『月刊漫画ガロ』6月号掲載）
- 社会の窓シリーズ 悲しきダメ人間（青林堂『月刊漫画ガロ』7月号掲載）
- おふくろさん（冬樹社『月光文化2』8月号掲載）※単行本未収録
- 社会の窓シリーズ 親子の会話（青林堂『月刊漫画ガロ』8月号掲載）
- 運命の方程式（青林堂『月刊漫画ガロ』9月号掲載）※単行本未収録
- 社会の窓シリーズ あっちの世界（青林堂『月刊漫画ガロ』9月号掲載）
- 幸福の科学シリーズ まねっこコジキ（青林堂『月刊漫画ガロ』10月号掲載）
- 幸福の科学シリーズ 男女物語（青林堂『月刊漫画ガロ』11月号掲載）
- 幸福の科学シリーズ タマミの見張り番（青林堂『月刊漫画ガロ』12月号掲載）
- ナルシス日記（竹書房『別冊近代麻雀』12月号掲載）※単行本未収録

1992年（平成4年）
- ノゾミカナエタマエ（秋田書店『ヤングチャンピオン』1月8日号 - 5月14日号連載）
- 幸福の科学シリーズ あかんたれ（青林堂『月刊漫画ガロ』1月号掲載）
- あかんたれシリーズ 世渡りたくみ君（青林堂『月刊漫画ガロ』2･3月号掲載）
- ガード下の靴みがき（冬樹社『月光文化3』2月号）
- 魂のアソコ（青林堂『月刊漫画ガロ』8月号掲載）
- アーメンソーメン冷ソーメン（青林堂『月刊漫画ガロ』8月号掲載）※鈴木ハルヨ名義
- 4つ葉のクローバー（青林堂『月刊漫画ガロ』8月号掲載）※遺作

### 音楽作品
山田は妹の高市真紀と音楽活動も行っていた。遺した音源は1996年に青林堂から限定販売された作品集『魂のアソコ』に付属のCDとして収録されている。
- 猿少女マリア
- フランシーヌの場合
- グラジオラスのテーマ
- 海と百合のアリア（小学校低学年ごろに友達と録音した創作劇、歌、合奏、お喋り等と、19歳の時に自主制作レーベル「クリちゃんレコード」へ送ったデモテープで構成）※1995年にトライアルランテープスより制作・発売